# سیرک (فیلم ۲۰۰۰)
سیرک (انگلیسی: Circus) فیلمی در ژانر نئو نوآر است که در سال ۲۰۰۰ منتشر شد. از بازیگران آن می‌توان به آماندا داناهو، کریستوفر بیگینس و جان هانا اشاره کرد.